# یارلوت دوژه
یارلوت دوژه (به لاتین: Jarluty Duże) یک روستا در لهستان است که در گمینا رگیمین واقع شده‌است.